# Santa Cruz Warriors
Santa Cruz Warriors – zawodowy zespół koszykarski, z siedzibą w mieście Reno (stan Nevada). Drużyna jest członkiem ligi D-League. Klub powstał w 1995 roku, jako Dakota Wizards i jest powiązany z Golden State Warriors. Wcześniej występował w ligach CBA (Continental Basketball Association) oraz IBA (International Basketball Association). Swoje mecze rozgrywa w hali Kaiser Permanente Arena. Trenerem jest Casey Hill.
W latach 1995–2001 zespół występował w lidze IBA pod nazwą Dakota Wizards. W 2001 roku zdobył mistrzostwo ligi. W 2000 oraz 2001 roku drużyna uzyskiwała najlepszy rezultat sezonu regularnego w dywizji zachodniej.
Drużyna Dakota Wizards występowała także w lidze CBA. Miało to miejsce w latach 2001-06. W tym czasie zdobywała dwukrotnie mistrzostwo ligi (2002, 2004). Była też czterokrotnie liderem swojej dywizji po zakończeniu zasadniczej fazy rozgrywek.
W 2006 roku zespół dołączył do D-League. Już w swoim pierwszym sezonie w nowej lidze zdobył mistrzostwo. W 2012 roku drużyna zmieniła swoją siedzibę na kalifornijskie Santa Cruz. W 2013 oraz 2014 roku dotarła po raz kolejny do finałów D-League, tym razem jednak musiała uznać wyższość rywali.

## Powiązania z zespołamiNBA
- Golden State Warriors (od 2011)
- Chicago Bulls (2006–2007)
- Memphis Grizzlies (2007–2011)
- Washington Wizards (2006–2011)

## Wyniki sezon po sezonie
| Sezon                      | Liga                       | Dywizja                    | Miejsce                    | W   | P   | %    | Play-off |
| -------------------------- | -------------------------- | -------------------------- | -------------------------- | --- | --- | ---- | --- |
| Dakota Wizards             |                            |                            |                            |     |     |      | |
| 1995–96                    | IBA                        |                            | 5                          | 7   | 17  | 29,2 | |
| 1996–97                    | IBA                        |                            | 2                          | 17  | 13  | 56,7 | Wygrana - Półfinały (Magic City) 2-1 Przegrana - Finały IBA (Black Hills) 2-1                                                  |
| 1997–98                    | IBA                        | Zachodnia                  | 3                          | 14  | 20  | 41,2 | |
| 1998–99                    | IBA                        | Zachodnia                  | 5                          | 12  | 22  | 35,3 | |
| 1999–2000                  | IBA                        | Zachodnia                  | 1                          | 30  | 6   | 83,3 | Wygrana - Półfinały Dywizji (Winnipeg) 2-0 Przegrana - Finały Dywizji (Magic City) 3-1                                         |
| 2000–01                    | IBA                        | Zachodnia                  | 1                          | 30  | 10  | 75,0 | Wygrana - Półfinały Dywizji (Magic City) 2-0 Wygrana - Finały Dywizji (Saskatchewan) 2-0 Wygrana - Finały IBA (Des Moines) 3-2 |
| 2001–02                    | CBA                        | Narodowa                   | 1                          | 26  | 14  | 65,0 | Wygrana Półfinały (Fargo-Moorhead) 3-0 Wygrana - Finały CBA (Rockford) 116-109                                                 |
| 2002–03                    | CBA                        | Narodowa                   | 1                          | 31  | 17  | 64,6 | Przegrana - Półfinały (Yakima) 3-1                                                                                             |
| 2003–04                    | CBA                        |                            | 1                          | 34  | 14  | 70,8 | Wygrana - Półfinały (Rockford) 3-1 Wygrana - Finały CBA (Idaho) 132-129                                                        |
| 2004–05                    | CBA                        | Zachodnia                  | 1                          | 32  | 16  | 66,7 | Przegrana - Półfinały (Sioux Falls) 3-2                                                                                        |
| 2005–06                    | CBA                        | Zachodnia                  | 4                          | 19  | 29  | 39,6 | |
| 2006–07                    | D-League                   | Wschodnia                  | 1                          | 33  | 17  | 66,0 | Wygrana - Finały Dywizji (Sioux Falls) 115-113 Wygrana - Finały D-League (Colorado) 129-121 (OT)                               |
| 2007–08                    | D-League                   | Centralna                  | 1                          | 29  | 21  | 58,0 | Przegrana - Runda I (Sioux Falls) 101-89                                                                                       |
| 2008–09                    | D-League                   | Centralna                  | 2                          | 27  | 23  | 54,0 | Wygrana - Runda I (Iowa) 114-109 Przegrana - Półfinały (Utah) 103-93                                                           |
| 2009–10                    | D-League                   | Wschodnia                  | 3                          | 29  | 21  | 58,0 | Przegrana - Runda I (Austin) 2-1                                                                                               |
| 2010–11                    | D-League                   | Wschodnia                  | 4                          | 19  | 31  | 38,0 | |
| 2011–12                    | D-League                   | Wschodnia                  | 2                          | 29  | 21  | 58,0 | Przegrana - Runda I (Bakersfield) 2-0                                                                                          |
| Santa Cruz Warriors        |                            |                            |                            |     |     |      | |
| 2012–13                    | D-League                   | Zachodnia                  | 2                          | 32  | 18  | 64,0 | Wygrana - Runda I (Fort Wayne) 2-0 Wygrana - Półfinały (Austin) 2-0 Przegrana - Finały D-League (Rio Grande Valley) 0-2        |
| 2013–14                    | D-League                   | Zachodnia                  | 6                          | 29  | 21  | 58,0 | Wygrana - Runda I (Los Angeles) 2-0 Wygrana - Półfinały (Rio Grande Valley) 2-1 Przegrana - Finały D-League (Fort Wayne) 0-2   |
| Suma - sezon regularny     | Suma - sezon regularny     | Suma - sezon regularny     | Suma - sezon regularny     | 479 | 351 | 57,7 | 1995–2014 |
| IBA - sezon regularny      | IBA - sezon regularny      | IBA - sezon regularny      | IBA - sezon regularny      | 110 | 88  | 55,6 | 1995–2001 |
| CBA - sezon regularny      | CBA - sezon regularny      | CBA - sezon regularny      | CBA - sezon regularny      | 142 | 90  | 61,2 | 2001–2006 |
| D-League - sezon regularny | D-League - sezon regularny | D-League - sezon regularny | D-League - sezon regularny | 227 | 173 | 56,7 | 2006–2014 |
| Suma - play-off            | Suma - play-off            | Suma - play-off            | Suma - play-off            | 32  | 23  | 58,1 | 1995–2014 |

## Nagrody i wyróżnienia

### IBA
| MVP                | Obrońca Roku            | Rezerwowy Roku     | Debiutant Roku                                       | Trener Roku                             |
| ------------------ | ----------------------- | ------------------ | ---------------------------------------------------- | --------------------------------------- |
| Brian Green (2000) | Roderick Blakney (1999) | Kevin Beard (2000) | Roderick Blakney (1999) Antonio Reynolds-Dean (2000) | Duane Tickor (2000) Dave Joerger (2001) |

I skład IBA
- David Vik (1996)
- Mike Jones (1997)
- DeRon Rutledge (1999, 2001)
- Brian Green (2000)
- Antonio Reynolds-Dean (2000)
- Kevin Rice (2001)

II skład IBA
- Nate Driggers (1996)
- Peter Patton (1997)
- Willie Murdaugh (1998)
- Shawn Bankhead (1998)
- Malik Dixon (2000)

All–IBA Honorable Mention Team
- Mike Moore (1996)
- Willie Murdaugh (1997)
- Roderick Blakney (1999)

Liderzy IBA

Liderzy w zbiórkach
- DeRon Rutledge
(1999 – 13,6)

Liderzy w przechwytach
- Willie Murdaugh
(1998 – 3,1)
- Roderick Blakney
(1999 – 2,8)

Liderzy w blokach
- Chad Allen
(1998 – 2,4)

Liderzy w skuteczności rzutów wolnych
- Dave Vik
(1996 – 91,2%)

### CBA
| MVP                                  |
| ------------------------------------ |
| Miles Simon (2002) Andy Panko (2003) |

I skład CBA
- Moe Baker (2005)

II skład CBA
- Oliver Miller (2003)
- Melvin Sanders (2005)

Uczestnicy meczu gwiazd CBA
- Moe Baker (2006)

### D–League
| MVP meczu gwiazd                         | MVP play-offs          | Debiutant Roku                          | Obrońca Roku                                                                            | Największy postęp    |
| ---------------------------------------- | ---------------------- | --------------------------------------- | --------------------------------------------------------------------------------------- | -------------------- |
| Blake Ahearn (2009) Travis Leslie (2013) | Elliot Williams (2015) | Blake Ahearn (2008) Edwin Ubiles (2012) | Renaldo Major (2007) Chris Johnson (2011) Stefhon Hannah (2012–2013) Aaron Craft (2015) | Cameron Jones (2013) |

I skład D-League
- Renaldo Major (2007)
- Blake Ahearn (2009)
- Chris Johnson (2011)
- Edwin Ubiles (2012)
- Quinn Cook (2018)

II skład D-League
- Blake Ahearn (2008)
- Rod Benson (2008)
- Travis Leslie (2013)
- Hilton Armstrong (2014)
- James McAdoo (2015)
- Elliot Williams (2015)

III skład D-League
- Carlos Powell (2008)
- Seth Curry (2014)

All-D-League Honorable Mention Team
- Kevin Lyde (2007)
- Quemont Greer (2007)
- Richard Hendrix (2009)
- William Frisby (2009)
- Romel Beck (2010)
- Stefhon Hannah (2012–2013)
- Marcus Dove (2012)
- Cameron Jones (2014)
- Hilton Armstrong (2013)

I skład defensywny D-League
- Chris Johnson (2011)
- Stefhon Hannah (2012–2013)
- Marcus Dove (2012)
- Aaron Craft (2015)

II skład defensywny D-League
- Hilton Armstrong (2013–2014)

III skład defensywny D-League
- Mickell Gladness (2013)
- Ognjen Kuzmic (2015)
- Dominique Sutton (2015)

I skład debiutantów D-League
- Edwin Ubiles (2012)
- Scott Machado (2013)
- Seth Curry (2014)
- James McAdoo (2015)

Uczestnicy meczu gwiazd

- Quemont Greer (2007)[15]
- Renaldo Major (2007)[15]
- Carlos Powell (2008)[16]
- Rod Benson (2008)[16]
- Richard Hendrix (2009)[17]
- Blake Ahearn (2009)[17]

- Maurice Baker (2009)[17]
- Romel Beck (2010)[18]
- Chris Johnson (2011)[19]
- Edwin Ubiles (2012)[20]
- Travis Leslie (2013)[21]
- Hilton Armstrong (2014)[22]

- Dewayne Dedmon (2014)[22]
- Seth Curry (2014)[22]
- Cameron Jones (2014)[22]
- James McAdoo (2015)[23]
- Elliot Williams (2015)[23]
- Dennis Clifford (2017)[24]

Zwycięzcy konkursu rzutów za 3 punkty
- Blake Ahearn (2009)

Zwycięzcy konkursu Hot-Shot
- Carlos Powell (2008)[25]

## Zawodnicy przypisani z zespołówNBA
- Martynas Andriuškevičius - przez Chicago Bulls - 11.12.2006
- Hamed Haddadi - przez Memphis Grizzlies - 25.11.2008 i 17.02.2009
- Hasheem Thabeet - przez Memphis Grizzlies - 25.02.2010
- Lester Hudson - przez Memphis Grizzlies - 28.02.2010
- DeMarre Carroll - przez Memphis Grizzlies - 14.12.2010
- Hamady N'diaye - przez Washington Wizards - 6.01.2011

## Zawodnicy aktywowani przez zespołyNBA
- Martynas Andriuškevičius - przez Chicago Bulls - 26.12.2006
- Hamed Haddadi - przez Memphis Grizzlies - 24.12.2008 i 18.03.2009
- Hasheem Thabeet - przez Memphis Grizzlies - 8.03.2010
- Lester Hudson
- DeMarre Carroll - przez Memphis Grizzlies - 5.01.2011
- Hamady N'diaye - przez Washington Wizards - 4.02.2011

## Zawodnicy powołani przez zespołyNBA
- Sean Lampley - przez Golden State Warriors - 13.11.2003
- Oliver Miller - przez Minnesota Timberwolves - 13.12.2003
- Kaniel Dickens - przez Portland Trail Blazers - 19.12.2003
- Maurice Carter - przez Los Angeles Lakers - 30.01.2004 oraz New Orleans Hornets - 25.03.2004
- Eddie Gill - przez Portland Trail Blazers - 5.02.2004
- Rodney Buford - przez Sacramento Kings - 21.02.2004
- Billy Thomas - przez New Jersey Nets - 20.01.2005
- Maurice Baker - przez Los Angeles Clippers - 22.02.2005 oraz Portland Trail Blazers - 12.03.2005
- Justin Williams - przez Sacramento Kings - 5.01.2007
- Renaldo Major - przez Golden State Warriors - 17.01.2007
- Blake Ahearn - przez Miami Heat - 21.03.2008 oraz San Antonio Spurs - 16.11.2008
- Chris Johnson - przez Portland Trail Blazers - 24.01.2011 i 14.03.2011, oraz przez Boston Celtics - 24.02.2011
- Scott Machado - przez Golden State Warriors w 2013
- Dewayne Dedmon - przez Golden State Warriors w 2014
- Hilton Armstrong - przez Golden State Warriors w 2014